# محمدباقر شریف طباطبایی
محمد باقر شریف طباطبایی (۲۲ آبان ۱۲۰۲ - ۱۴ آذر ۱۲۸۰) اهل روستای قهی، استان اصفهان از عالمان شیعهٔ سدهٔ سیزدهم هجری قمری بود. وی از مشایخ شیخیه پس از محمدکریم خان کرمانی و همچنین از مطرح‌ترین مخالفان نظریه وجوب وحدت ناطق شیعی است که توسط محمد خان کرمانی مطرح و پایه‌گذاری شد. او سال‌ها با این نظریه به مخالفت برخاست و رسائل و کتاب‌های متعددی در این باره از او به‌جای مانده‌است.

## زندگی
میرزا محمد باقر از نوادگان ملامحمد باقر محقق سبزواری. (صاحب کفایة و ذخیرة) است و نسب او چنین می‌باشد: محمد باقر بن محمد جعفر بن محمد صادق بن عبدالقیوم بن اشرف بن محمد ابراهیم بن محمد باقر محقق سبزواری. پدر میرزا محمد باقر، میرزا جعفر از پیروان شیخ احمد احسائی بود.
محمد ابراهیم فرزند سوم محقق سبزواری در دورهٔ صفویه (احتمالاً در زمان فتنه افغان) به روستای قهی مهاجرت کرد و در قلعه آتشگاه این روستا ساکن شد. چندین نسل از نوادگان محمدباقر سبزواری در این قلعه زندگی کرده‌اند. از این رو به خانوادهٔ قلعه‌ای‌ها معروفند. بعدها آنها نام خانوادگی شان را به اشرفی، باقری و باقری محققی تغییر دادند.
محمد باقر شریف طباطبایی درس‌هایی مانند طب را در نزد پدر آموخت و سپس با در مدرسهٔ نیماورد رفت و دیگر علوم را در آنجا فراگرفت.
شریف طباطبایی برای تحصیل علم به کرمان رفت و مدتی به درس محمد کریم خان کرمانی حاضر شد. پس از چند سال به دستور استادش به نائین رفت تا مردمان آن منطقه را به علم دعوت کند، شریف طباطبایی پس از چند سال به کرمان بازگشت و به ادامهٔ تحصیل پرداخت اما با گذشت چند سال به همدان رفت و به تبلیغ دین پرداخت. پس از یورش به شیخیه همدان و کشته شدن اطرافیان شریف طباطبایی در اسفند ۱۲۷۶ (برابر با عید فطر ۱۳۱۵ هـ. ق) او به همراه خانواده اش به شهر ری و سپس به روستایی در کویر به نام جندق مهاجرت کرد.

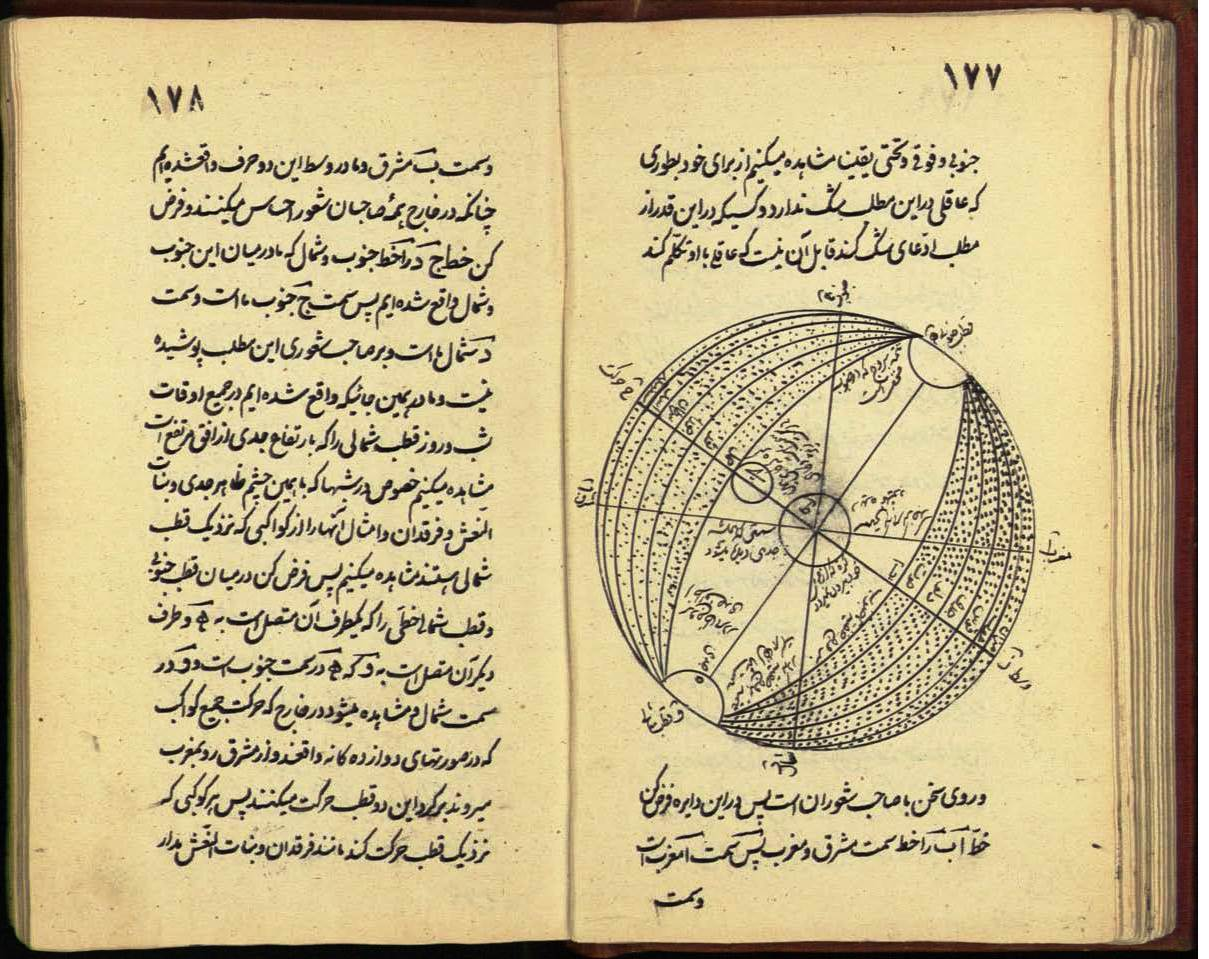
رساله اثبات سکون زمین و حرکت آفتاب -۱۲۵۸ ه‍.ش (۱۲۹۶ ه‍.ق)

### زوجات و فرزندان
وی در طول عمر خود چهار بار ازدواج نمود، سه عقدی و یک متعه.
از همسر اول دختری داشت به نام سلطان خانم که او را به عقد میرزا کاظم فرزند سید ناصر درآورد.
از همسر دوم فرزند پسری داشت به نام میرزا عبدالله.
از همسر سوم (زهرا دختر ابوالحسن رضوی از سادات کبابیان همدان) یک پسر به نام میرزا محمد و پنج دختر داشت که داماد اول وی پسر میرزا ابوتراب نفیسی به نام ابوالقاسم خان ملقب به انتظام الاطباء بود و دومی میرزا جبارخان ملقّب به بنان همایون پسر میرزا تقی خان تلگرافچی بود، و داماد سوم وی نامش مشخص نیست و داماد چهارم و پنجم وی از اهالی جندق و از فرزندان میرزا جواد جندقی به نام‌های میرزا محمدباقر و میرزا مصطفی طباطبائی بودند. همچنین دختر میرزا تقی خان را هم برای فرزند بزرگ خود میرزا عبدالله خواستگاری نمود.

## درگذشت
محمدباقر شریف طباطبایی در ۱۴ آذر ۱۲۸۰ برابر با ۲۳ شعبان ۱۳۱۹ هجری قمری درگذشت و در جندق دفن شد و چون وصیت کرده بود که در مشهد به خاک سپرده شود، چندین سال بعد بدن او را که کاملاً سالم و بدون هیچ آسیبی مانده بود به مشهد انتقال دادند و در نزدیکی علی بن موسی الرضا به خاک سپردند.

دعائم الحکمة، در دو بخش عربی و فارسی، مجموعه کامل آثار قلمیِ حاج میرزا محمدباقر شریف طباطبائی

## تصنیفات
مجموعه دعائم الحکمة آثار میرزا محمدباقر شریف طباطبائی در دو بخش عربی و فارسی است‌. آثار او پیش از این به طبع رسیده و به‌تازگی با عنوان دعائم الحکمة، در چندین مجلد، تنظیم شده و به تدریج منتشر خواهد شد. از این شخصيت  قریب به دویست کتاب و رساله و بیش از هزار درس و موعظه به یادگار مانده است.
| ردیف | عنوان کتاب                                             | سال نگارش ه‍.ق | زبان  | نوع  |
| ---- | ------------------------------------------------------ | ------------ | ----- | ---- |
| ۱    | جسم اصلی و عرضی                                        | ۱۲۷۱         | فارسی | کتاب |
| ۲    | علم الاشتقاق                                           | ۱۲۷۵         |       |      |
| ۳    | رفع الاختلاف بین ما دل علی عصمة الملائکة و عصیان بعضهم | ۱۲۷۵         |       |      |
| ۴    | کیفیة انطباع الاشباح فی العین                          | ۱۲۷۵         |       |      |
| ۵    | المعاد                                                 | ۱۲۷۶         |       |      |
| ۶    | اصول الفقه                                             | ۱۲۷۶         |       |      |
| ۷    | مسئله مجلس الضیافة                                     | ۱۲۷۷         |       |      |
| ۸    | در معاد و تصدیق محمد کریم کرمانی                       | ۱۲۷۷         |       |      |
| ۹    | سر ارسال رسل                                           | ۱۲۷۷         |       |      |
| ۱۰   | شرح حدیث کمیل                                          | ۱۲۷۸         |       |      |
| ۱۱   | الاصول المهمّة                                          | ۱۲۷۸         |       |      |
| ۱۲   | جواب شیخ مفید شیرازی                                   | ۱۲۷۹         |       |      |
| ۱۳   | رد بعضی افتراها و شبهات                                | ۱۲۷۹         |       |      |
| ۱۴   | شواهد التذکرة                                          | ۱۲۸۱         |       |      |
| ۱۵   | معرفت سر اختیار                                        | ۱۲۸۱         |       |      |
| ۱۶   | شرح المشاعر الانسانیة                                  | ۱۲۸۲         |       |      |
| ۱۷   | جواب مسالتی بعضی الاخوان                               | ۱۲۸۳         |       |      |
| ۱۸   | شرح کلیات فخر رازی                                     | ۱۲۸۳         |       |      |
| ۱۹   | دفع ایراد فی الحدیثین                                  | ۱۲۸۳         |       |      |
| ۲۰   | جواب سائلی                                             | ۱۲۸۴         |       |      |
| ۲۱   | شرح حدیث حلال محمد حلال الی یوم القیمة                 | ۱۲۸۴         |       |      |
| ۲۲   | المراد من طبع الله و ختمه علی القلوب                   | ۱۲۸۴         |       |      |
| ۲۳   | جواب ملاعلی خراسانی                                    | ۱۲۸۴         |       |      |
| ۲۴   | جواب یکی از برادران (رسائل ۷)                          | ۱۲۸۴         |       |      |
| ۲۵   | غیبت                                                   | ۱۲۸۴         |       |      |
| ۲۶   | شرح دعای رجبیه                                         | ۱۲۸۶         |       |      |
| ۲۷   | جواب ملاعباس قلی دستجردی                               | ۱۲۸۶         |       |      |
| ۲۸   | مراد از چند حدیث در ارشاد العوام                       | ۱۲۸۶         |       |      |
| ۲۹   | رساله علت غسل مسّ میت                                   | ۱۲۸۶         |       |      |
| ۳۰   | میزان                                                  | ۱۲۸۶         | فارسی | کتاب |
| ۳۱   | جواب المیرزا عبدالله                                   | ۱۲۸۷         |       |      |
| ۳۲   | مسائل بعض الاعلام                                      | ۱۲۸۷         |       |      |
| ۳۳   | مجمل للبسیط و اول الموجودات                            | ۱۲۸۷         |       |      |
| ۳۴   | المراد من تسمیة المشیة بالنفس الرحمانی                 | ۱۲۸۷         |       |      |
| ۳۵   | جواب میرزا علی طالقانی                                 | ۱۲۸۷         |       |      |
| ۳۶   | جواب بعضی برادران                                      | ۱۲۸۷         |       |      |
| ۳۷   | امانیة                                                 | ۱۲۸۷         |       |      |
| ۳۸   | التحفة النجفیة                                         | ۱۲۸۷         |       |      |
| ۳۹   | جواب نائب السلطنة                                      | ۱۲۸۷         |       |      |
| ۴۰   | جواب دو نفر نصاری                                      | ۱۲۸۸         |       |      |
| ۴۱   | ابطال الباطل                                           | ۱۲۸۸         |       |      |
| ۴۲   | رساله نکاح                                             | ۱۲۸۸         |       |      |
| ۴۳   | جواب رفقای کربلا                                       | ۱۲۸۸         |       |      |
| ۴۴   | جواب اصفهان                                            | ۱۲۸۹         |       |      |
| ۴۵   | رساله در تقلید میت                                     | ۱۲۸۹         |       |      |
| ۴۶   | جواب از ایراد بر رساله رشتیه شیخ احمد احسائی           | ۱۲۸۹         |       |      |
| ۴۷   | جواب شکایت از شبهات بابیه                              | ۱۲۸۹         |       |      |
| ۴۸   | جواب ملاعلی اسکوئی                                     | ۱۲۹۰         |       |      |
| ۴۹   | جواب محمد علی خان                                      | ۱۲۹۰         |       |      |
| ۵۰   | قطع عذر و اتمام حجت                                    | ۱۲۹۰         |       |      |
| ۵۱   | جواب برادری روحانی                                     | ۱۲۹۰         |       |      |
| ۵۲   | جواب آقا سید محمدباقر                                  | ۱۲۹۲         |       |      |
| ۵۳   | جواب تعلیقه سید محمد رشتی                              | ۱۲۹۲         |       |      |
| ۵۴   | جواب میرزا کریم کرمانی                                 | ۱۲۹۲         |       |      |
| ۵۵   | جواب محمد باقر سمنانی                                  | ۱۲۹۲         |       |      |
| ۵۶   | جواب ملاحسین لاهیجی                                    | ۱۲۹۲         |       |      |
| ۵۷   | جواب ابوالقاسم الحاج سعید                              | ۱۲۹۳         |       |      |
| ۵۸   | جواب میرزا عبدالله                                     | ۱۲۹۳         |       |      |
| ۵۹   | جواب محمد علی لاهیجی                                   | ۱۲۹۳         |       |      |
| ۶۰   | جواب میرزا احمد محمدی نائینی                           | ۱۲۹۳         |       |      |
| ۶۱   | جواب محمد هاشم محمدی نائینی                            | ۱۲۹۳         |       |      |
| ۶۲   | جواب ملاحسین مقدس لاهیجی                               | ۱۲۹۳         |       |      |
| ۶۳   | ردّ مسل                                                 | ۱۲۹۳         |       |      |
| ۶۴   | جواب سید محمد شاهرودی                                  | ۱۲۹۳         |       |      |
| ۶۵   | الصواب البالغ و الجواب الدامغ                          | ۱۲۹۳         |       |      |
| ۶۶   | جواب آخوند ملارضا انارکی                               | ۱۲۹۳         |       |      |
| ۶۷   | جواب آقا سید هاشم لاهیجی                               | ۱۲۹۳         |       |      |
| ۶۸   | جواب ابوالقاسم الحسینی الکرمانی                        | ۱۲۹۴         |       |      |
| ۶۹   | نسبة الاثر و المؤثر                                    | ۱۲۹۴         |       |      |
| ۷۰   | دره نجفیه - جلد اول                                    | ۱۲۹۴         |       |      |
| ۷۱   | جواب آقا عبدالعلی سیرجانی                              | ۱۲۹۴         |       |      |
| ۷۲   | جواب میرزا علی نقی هندی                                | ۱۲۹۴         |       |      |
| ۷۳   | سکون ارض                                               | ۱۲۹۴         |       |      |
| ۷۴   | اسحاقیه                                                | ۱۲۹۵         |       |      |
| ۷۵   | جواب محمد لاهیجی                                       | ۱۲۹۵         |       |      |
| ۷۶   | جواب المسائل بالادلة السبعة و العشرین                  | ۱۲۹۵         |       |      |
| ۷۷   | جواب السید علی الزنوزی                                 | ۱۲۹۵         |       |      |
| ۷۸   | جواب آقاسید محمد پشت مشهد کاشانی                       | ۱۲۹۵         |       |      |
| ۷۹   | شرح تقسیم هفده شتر                                     | ۱۲۹۵         |       |      |
| ۸۰   | رساله وقف                                              | ۱۲۹۵         |       |      |
| ۸۱   | جواب میرزا محمد اسماعیل ادیب طهرانی                    | ۱۲۹۶         |       |      |
| ۸۲   | شرح رسالة الرمز                                        | ۱۲۹۶         |       |      |
| ۸۳   | جواب میرزا محمد اسماعیل ادیب طهرانی                    | ۱۲۹۶         |       |      |
| ۸۴   | جواب محمد علی بن ناظم الشریعة                          | ۱۲۹۶         |       |      |
| ۸۵   | ایضاح                                                  | ۱۲۹۶         |       |      |
| ۸۶   | موضح                                                   | ۱۲۹۶         |       |      |
| ۸۷   | جواب کردستان                                           | ۱۲۹۶         |       |      |
| ۸۸   | جواب بعضی از برادران (رسائل ۶)                         | ۱۲۹۶         |       |      |
| ۸۹   | جواب سید محمد باقر رشتی                                | ۱۲۹۶         |       |      |
| ۹۰   | جواب بعض اعیان سمنان                                   | ۱۲۹۶         |       |      |
| ۹۱   | جواب محمد صادق کرمانی                                  | ۱۲۹۷         |       |      |
| ۹۲   | جواب آقا محمد ابراهیم همدانی                           | ۱۲۹۷         |       |      |
| ۹۳   | توضیح                                                  | ۱۲۹۷         |       |      |
| ۹۴   | تصریح                                                  | ۱۲۹۷         |       |      |
| ۹۵   | ردّ میرمحمد علی رفسنجانی                                | ۱۲۹۷         |       |      |
| ۹۶   | جواب عباس قلی میرزا                                    | ۱۲۹۷         |       |      |
| ۹۷   | جواب برادران رشت                                       | ۱۲۹۸         |       |      |
| ۹۸   | جواب میرزا حسنعلی نائینی                               | ۱۲۹۸         |       |      |
| ۹۹   | شرح حدیث من عرف مواقع الصفة                            | ۱۲۹۸         |       |      |
| ۱۰۰  | جواب اهل کتاب                                          | ۱۲۹۹         |       |      |
| ۱۰۱  | جواب میرزا علی نقی هندی                                | ۱۲۹۹         |       |      |
| ۱۰۲  | جواب شیخ محمد طالقانی                                  | ۱۳۰۰         |       |      |
| ۱۰۳  | درّه نجفیه - جلد دوم                                    | ۱۳۰۰         |       |      |
| ۱۰۴  | جواب ملاعلی رضا                                        | ۱۳۰۰         |       |      |
| ۱۰۵  | جواب میرزا محمد حسن اصفهانی                            | ۱۳۰۰         |       |      |
| ۱۰۶  | جواب عباس قلی میرزا                                    | ۱۳۰۰         |       |      |
| ۱۰۷  | جواب میرزا علی نقی هندی                                | ۱۳۰۰         |       |      |
| ۱۰۸  | جواب بعض برادران (رسائل ۲)                             | ۱۳۰۰         |       |      |
| ۱۰۹  | جواب میرزا حسن علی نائینی                              | ۱۳۰۰         |       |      |
| ۱۱۰  | جواب عباس قلی میرزا                                    | ۱۳۰۰         |       |      |
| ۱۱۱  | جواب عباس قلی میرزا                                    | ۱۳۰۰         |       |      |
| ۱۱۲  | جواب محمد مهدی طباطبائی                                | ۱۳۰۱         |       |      |
| ۱۱۳  | جواب ابوالقاسم خان زنگنه                               | ۱۳۰۱         |       |      |
| ۱۱۴  | احقاق الحق                                             | ۱۳۰۱         |       |      |
| ۱۱۵  | جواب میرزا حسن علی نائینی (رسائل ۶)                    | ۱۳۰۱         |       |      |
| ۱۱۶  | جواب میرزا حسین علی نائینی (رسائل ۲)                   | ۱۳۰۱         |       |      |
| ۱۱۷  | شرح الدعاء الرجبیة                                     | ۱۳۰۲         |       |      |
| ۱۱۸  | جواب میرزا علی نقی هندی                                | ۱۳۰۲         |       |      |
| ۱۱۹  | جواب میرزا محمد اصفهانی                                | ۱۳۰۲         |       |      |
| ۱۲۰  | جواب سیدعلی محمدی نائینی (رسائل ۵)                     | ۱۳۰۲         |       |      |
| ۱۲۱  | اسرار الشهادة                                          | ۱۳۰۳         |       |      |
| ۱۲۲  | جواب طهمورث میرزا                                      | ۱۳۰۳         |       |      |
| ۱۲۳  | جواب بعض مسائل (رسائل ۲)                               | ۱۳۰۳         |       |      |
| ۱۲۴  | نعل حاضره                                              | ۱۳۰۶         |       |      |
| ۱۲۵  | اجتناب                                                 | ۱۳۰۷         |       |      |
| ۱۲۶  | کفایه المسائل - جلد اول                                | ۱۳۰۷         |       |      |
| ۱۲۷  | جواب ملاعلی خراسانی                                    | ۱۳۰۹         |       |      |
| ۱۲۸  | کفایه المسائل - جلد دوم                                | ۱۳۰۹         |       |      |
| ۱۲۹  | جواب آخوند ملاعلی خراسانی                              | ۱۳۱۰         |       |      |
| ۱۳۰  | جواب آقامحمد باقر سمنانی                               | ۱۳۱۲         |       |      |
| ۱۳۱  | بشارات                                                 | ۱۳۱۲         |       |      |
| ۱۳۲  | مصابیح                                                 | ۱۳۱۲         |       |      |
| ۱۳۳  | رساله رفع ایراد از عبارات کفایه المسائل                | ۱۳۱۳         |       |      |
| ۱۳۴  | ازالة الاوهام                                          | ۱۳۱۴         |       |      |
| ۱۳۵  | کشف الحق                                               | ۱۳۱۴         |       |      |
| ۱۳۶  | شرح زیارة مطلقة ابی عبدالله                            | ۱۳۱۵         |       |      |
| ۱۳۷  | رد عباسی                                               | ۱۳۱۵         |       |      |
| ۱۳۸  | مقامات                                                 | ۱۳۱۵         |       |      |
| ۱۳۹  | شرح معنی البسیط و المرکب                               | ۱۳۱۵         |       |      |
| ۱۴۰  | شرح باطن الحدیثین                                      | ۱۳۱۵         |       |      |
| ۱۴۱  | جواب میرزا ابوتراب کرمانی                              | ۱۳۱۵         |       |      |
| ۱۴۲  | جواب بعض اعاظم                                         | ۱۳۱۵         |       |      |
| ۱۴۳  | جواب ملااسماعیل تودشکی                                 | ۱۳۱۵         |       |      |
| ۱۴۴  | جواب میرزا ابوالقاسم تبریزی                            | ۱۳۱۵         |       |      |
| ۱۴۵  | جواب محمد حسن کرمانشاهی                                | ۱۳۱۵         |       |      |
| ۱۴۶  | جواب میرزا حسن اصفهانی                                 | ۱۳۱۵         |       |      |
| ۱۴۷  | المصباح                                                | ۱۳۱۵         |       |      |
| ۱۴۸  | الفقه                                                  | ۱۳۱۵         |       |      |
| ۱۴۹  | چند سؤال فقهی (رسائل ۶)                                | ۱۳۱۵         |       |      |
| ۱۵۰  | رساله طلاق                                             | ۱۳۱۵         |       |      |
| ۱۵۱  | جواب چند مسئله                                         | ۱۳۱۵         |       |      |
| ۱۵۲  | جواب میرزا ابوالقاسم کرمانی                            | ۱۳۱۵         |       |      |
| ۱۵۳  | مسائلی از رشت                                          | ۱۳۱۵         |       |      |
| ۱۵۴  | سؤال از رشت                                            | ۱۳۱۵         |       |      |
| ۱۵۵  | شرح تهذیب المنطق تفتازانی                              | ۱۳۱۵         |       |      |
| ۱۵۶  | الحدائق الحجازیة                                       | ۱۳۱۵         |       |      |
| ۱۵۷  | رساله فقهی (رسائل ۷)                                   | ۱۳۱۵         |       |      |
| ۱۵۸  | جواب مسائلی از فقه (رسائل ۷)                           | ۱۳۱۵         |       |      |
| ۱۵۹  | جواب مرتضی قلی خان طباطبائی                            | ۱۳۱۵         |       |      |
| ۱۶۰  | جواب درویش صوفی                                        | ۱۳۱۵         |       |      |
| ۱۶۱  | جواب بعض اعاظم                                         | ۱۳۱۵         |       |      |
| ۱۶۲  | رساله در مسّ میت                                        | ۱۳۱۵         |       |      |
| ۱۶۳  | جواب ملارضای صحاف                                      | ۱۳۱۵         |       |      |